# Faafu atoll
Faafu atoll är en administrativ atoll i Maldiverna. Den ligger i den centrala delen av landet, den administrativa centralorten Nilandhoo ligger 140 km sydväst om huvudstaden Malé. Antalet invånare vid folkräkningen 2014 var 4 365.
Den omfattar geografiskt Norra Nilandheatollen som består av 23 öar, varav fem är bebodda: Bileiydhoo, Dharanboodhoo, Feeali, Magoodhoo och Nilandhoo.